# Sofía Mosquera de Arboleda
Sofía Mosquera Hurtado (Nueva York, 20 de junio de 1824-Nóvita, 1905), fue una dama de sociedad colombiana nacida en los Estados Unidos.
Fue la primera dama de Colombia protocolariamente, durante el breve gobierno de su marido, Julio Arboleda Pombo, quien fue víctima de un golpe de Estado en julio de 1861 y asesinado poco después.

## Biografía
Nació en Nueva York, Estados Unidos, el 20 de junio de 1824, en el hogar de José Rafael Mosquera Hurtado y María Josefa Hurtado e Igual. Su familia estaba enlazada entre sí por líneas endogámicas.

### Familia
Su padre pertenecía a la influyente familia de los Mosquera, cuyo centro de poder era la ciudad de Popayán, donde también nació su padre. 
Su padre era hermano de la esposa del expresidente Joaquín Mosquera y Arboleda, quien era hermano a su vez del también expresidente Tomás Cipriano de Mosquera.
Sofía contrajo matrimonio con el militar Julio Arboleda Pombo el 1° de diciembre de 1839 en Popayán.

#### Primera dama de Colombia (1861)
Su esposo fue elegido presidente de Colombia a inicios de 1861, derrotando a Pedro Alcántara Herrán por el doble de la votación. La situación del país era caótica y su esposo sucedió en el cargo al procurador Bartolomé Calvo, quien tuvo que asumir la presidencia el 1° de abril de 1861, tras el exilio de Mariano Ospina Pérez y la imposibilidad de Arboleda de asumir el poder.
Finalmente su esposo Julio pudo posesionarse el 10 de junio de 1861, pero fue derrocado el 10 de julio del mismo año, por un levantamiento liberal liderado por Tomás Cipriano de Mosquera, pariente lejano de Sofía.
Meses después, su esposo fue asesinado en la Batalla de Tulcán, en Ecuador, el 13 de noviembre de 1862, dejando a Sofía viuda hasta su muerte a los 81 años en 1909.

### Descendencia
Con Julio, Sofía tuvo a sus 11 hijos: Rafael, Beatriz, Julián, Inés, Daniel, Pedro Pablo, Gonzálo, Sofía, Julio, Cecilia y Jorge Arboleda Mosquera.
Dos de sus hijas se unieron en matrimonio con dos personajes importantes de la vida política colombiana: Cecilia lo hizo con el político conservador Jorge Holguín Mallarino, quien fue presidente de Colombia en dos ocasiones; y Sofía, quien hizo lo propio con el artista y periodista conservador Alberto Urdaneta.